# Promenade de Sotchi

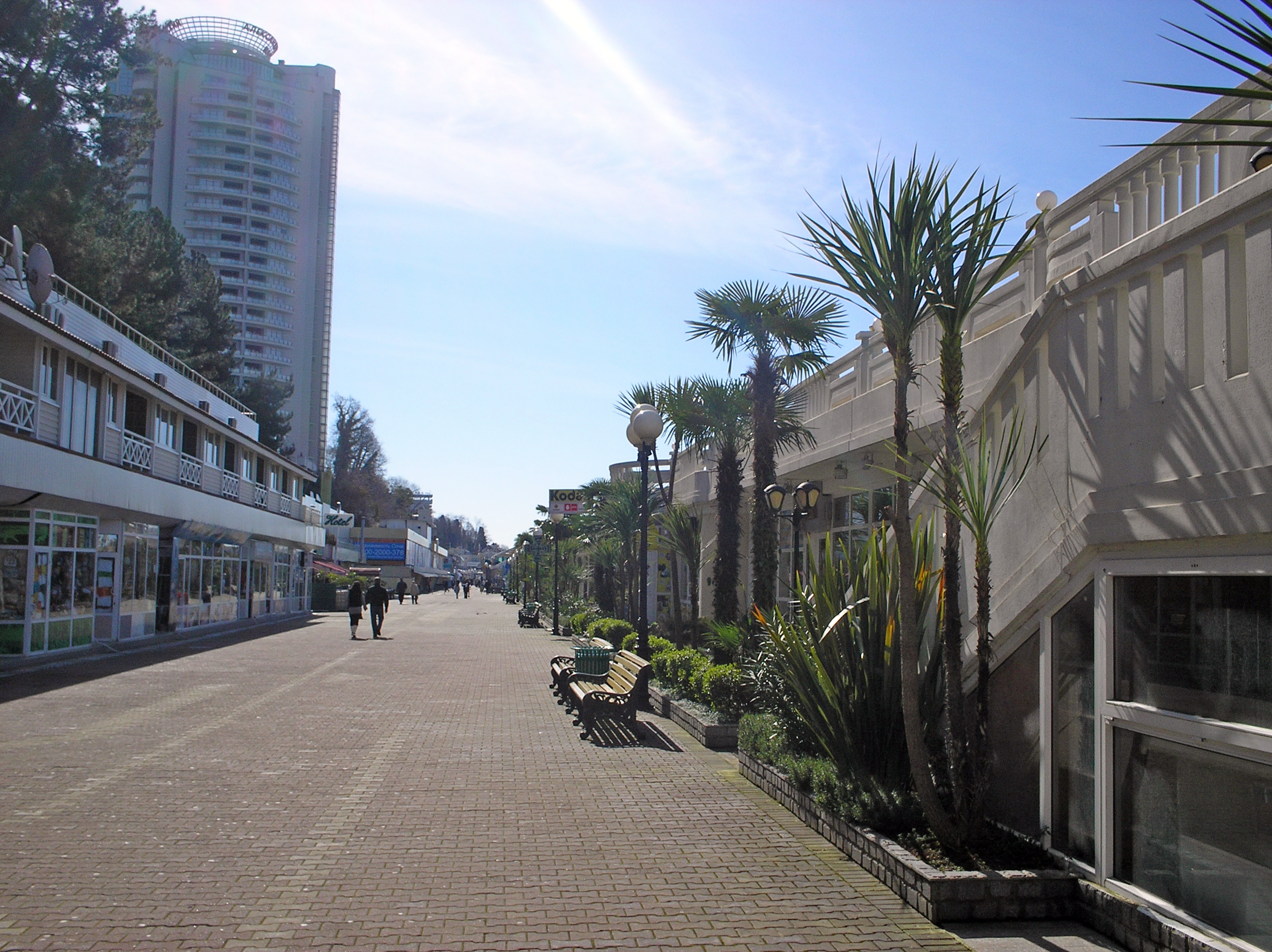
Vue de la Promenade de Sotchi hors saison, au mois de novembre 2010.

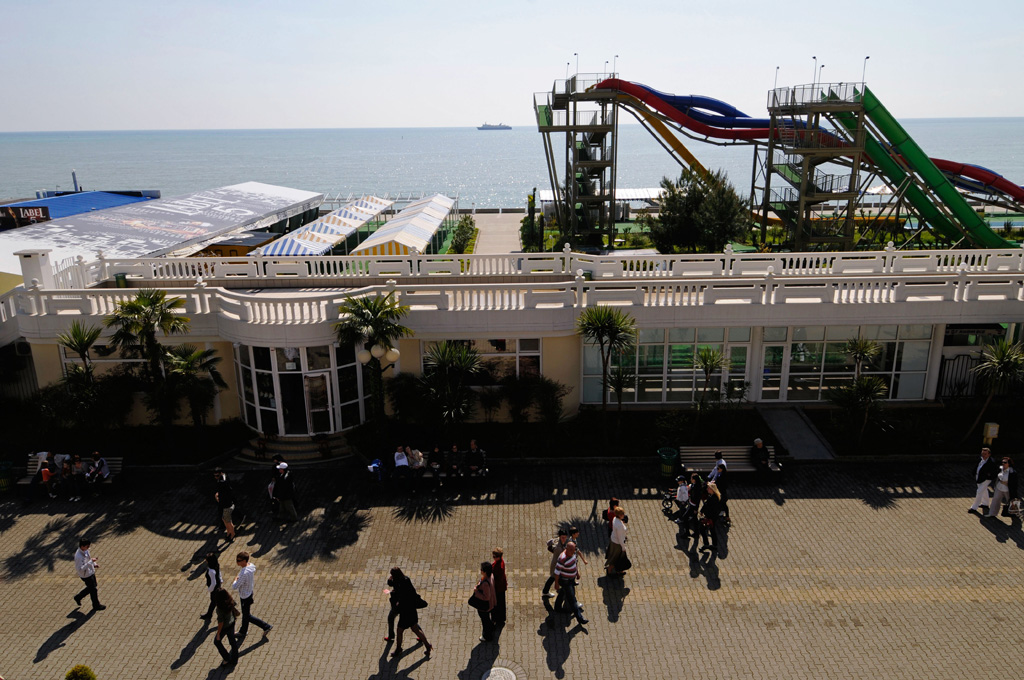
Début de la Promenade, le 1er mai 2009.

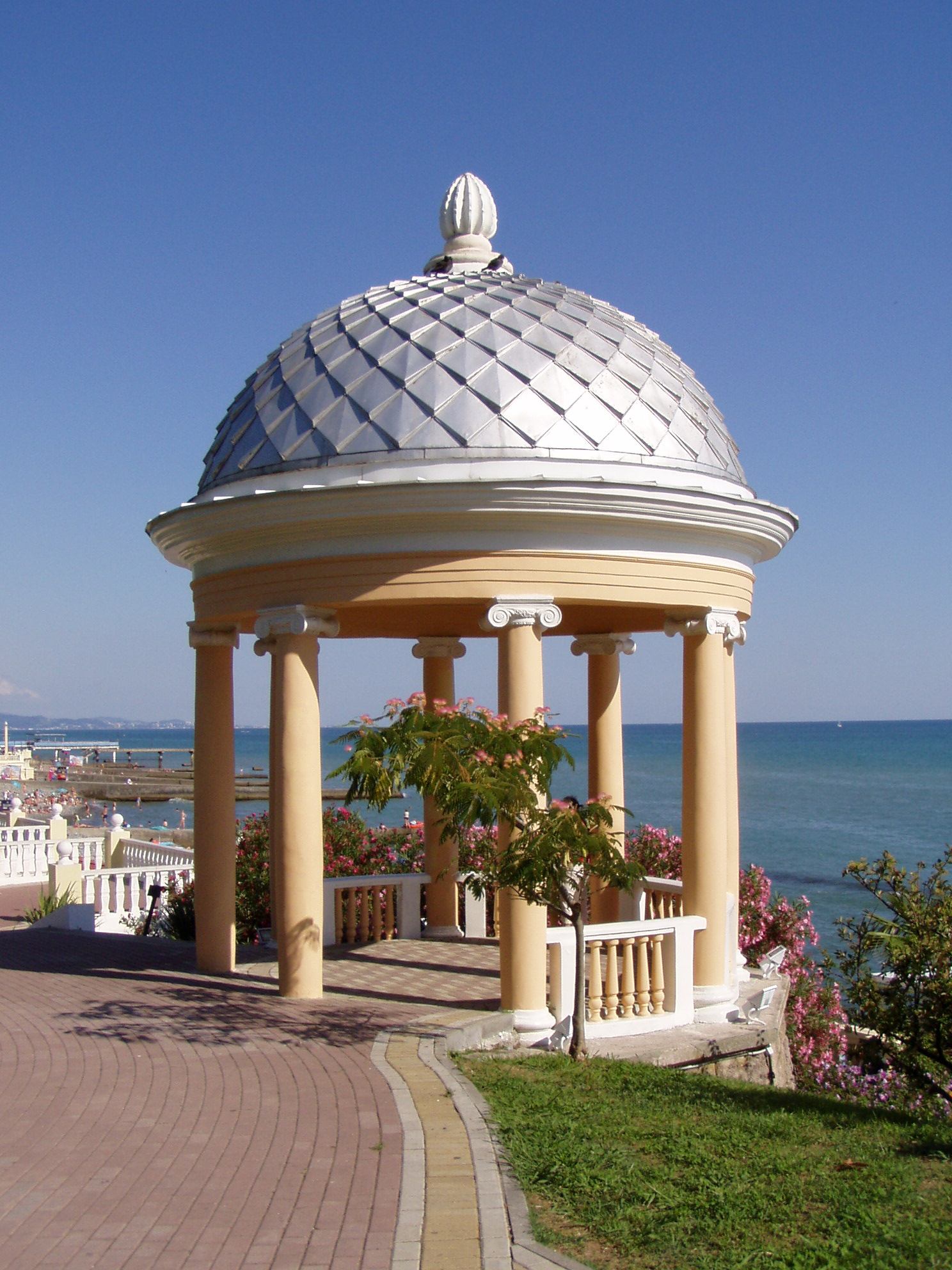
Gloriette plongeant sur la Promenade.

La Promenade de Sotchi (Набережная в Сочи) appelée simplement « Naberejnaïa » (berge) ou « Promenade » (comme en français), est une voie piétonnière qui longe sur deux kilomètres le rivage de la mer Noire du district central de la ville de Sotchi en Russie.
Elle démarre au port maritime et à la gare maritime et longe la mer, jusqu'à l'avenue Pouchkine dans le quartier de Svetlana. Elle est bordée du côté opposé de jardins en hauteur et de bâtiments de prestige, comme des hôtels de luxe et la Salle du Festival, et passe aussi sous une gloriette. Au début, contre la mer, se trouvent des petits bâtiments en concession qui donnent accès aux différentes plages. Celles-ci sont payantes le long de la Promenade. En contrepartie, elles offrent des services de chaises longues, matelas, parasols, vestiaires, boissons et restauration, personnel, etc. Certaines sont plus à la mode que d'autres. Du côté opposé pendant la saison, des alignements de kiosques proposent différents commerces et restaurants.
Elle a été prolongée en 1978 avec l'aménagement d'une nouvelle plage artificielle, « Maïak » (le Phare). Une statue de Neptune se trouve un peu plus loin, car il était de tradition à l'époque soviétique de fêter Neptune sur une des plages. Dans la perspective des Jeux olympiques d'hiver de 2014, la promenade a été prolongée de 200 mètres par des remblais.

## Source
- (ru) Cet article est partiellement ou en totalité issu de l’article de Wikipédia en russe intitulé « Набережная в Сочи » (voir la liste des auteurs).